# Walter Frentz

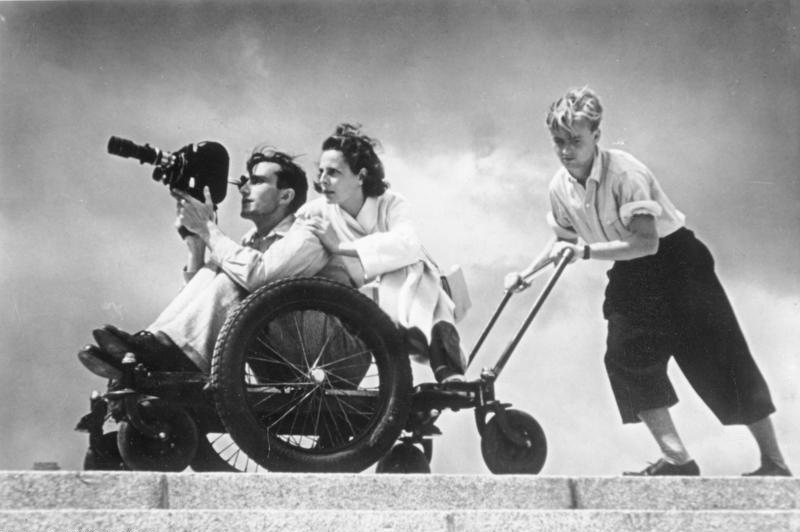
Walter Frentz mit Leni Riefenstahl 1936 im Berliner Olympiastadion auf einem Kamerawagen, geschoben von Riefenstahls Assistent Wolfgang Brüning

Walter Frentz (* 21. August 1907 in Heilbronn; † 6. Juli 2004 in Überlingen) war ein deutscher Kameramann, Filmemacher, Fotograf, Vortragsreisender und Kajakpionier.
Frentz war maßgeblich an der Bildsprache und -propaganda des „Dritten Reiches“ beteiligt. Während der Zeit des Nationalsozialismus arbeitete er zunächst als Kameramann für Leni Riefenstahl, von 1939 bis 1945 war er Kriegsberichterstatter für die Deutsche Wochenschau in unmittelbarer Umgebung Adolf Hitlers. Neben seiner offiziellen Filmtätigkeit fotografierte er in diesen Jahren privat Personen und Leben in den Führerhauptquartieren, in den letzten Jahren des Krieges hauptsächlich in Farbe. Nach 1945 prägten seine Filmaufnahmen und Fotografien wesentlich das öffentliche Bild vom Dritten Reich. Obgleich Frentz kein NSDAP-Mitglied war, stand er dem Nationalsozialismus grundsätzlich positiv gegenüber – er trat 1941 der SS bei – und  distanzierte sich nie von Hitler.

## Leben

### Jugend und erste Kajakfilme
Walter Frentz’ Vater Albert Frentz war Koch in Heilbronn, seine Mutter hieß Wilhelmine geb. Neher. 1912 zog die Familie nach Stuttgart.
Schon als Kind begeisterte sich Walter Frentz für Wassersport und Fotografie. Durch die Jugendbewegung kam er 1923 zum Kanusport. 1927 nahm er ein Studium der Elektrotechnik an der TH München auf. Im darauffolgenden Jahr gründete er den Hochschulring Deutscher Kajakfahrer Kiel. Der Organisation von Wassersportlern deutscher Universitäten und Hochschulen, Mitglied im Deutschen Kanu-Verband (DKV), stand er sechs Jahre als „Ringführer“ vor, und die auch an Faltbootfilmen mitarbeiteten, wie bei Die Wasserteufel von Hieflau. 1930, nach seinem Wechsel an die TH Berlin, begann er, Kajakfilme zu drehen (Wildwasserparadiese in Österreich und Jugoslawien, Durch Felsendome zum Mittelmeer, Wildwasserfahrt durch die schwarzen Berge). Dabei entwickelte er sich zu einem Meister der Handkamera. Seine Aufnahmen zählten zu den ersten im Kajak angefertigten Filmaufnahmen von Wildwasserfahrten. Die für die damalige Zeit spektakulären Filme brachten ihm im Kreise der Kanuten frühen Ruhm ein.

### Kameramann für Leni Riefenstahl

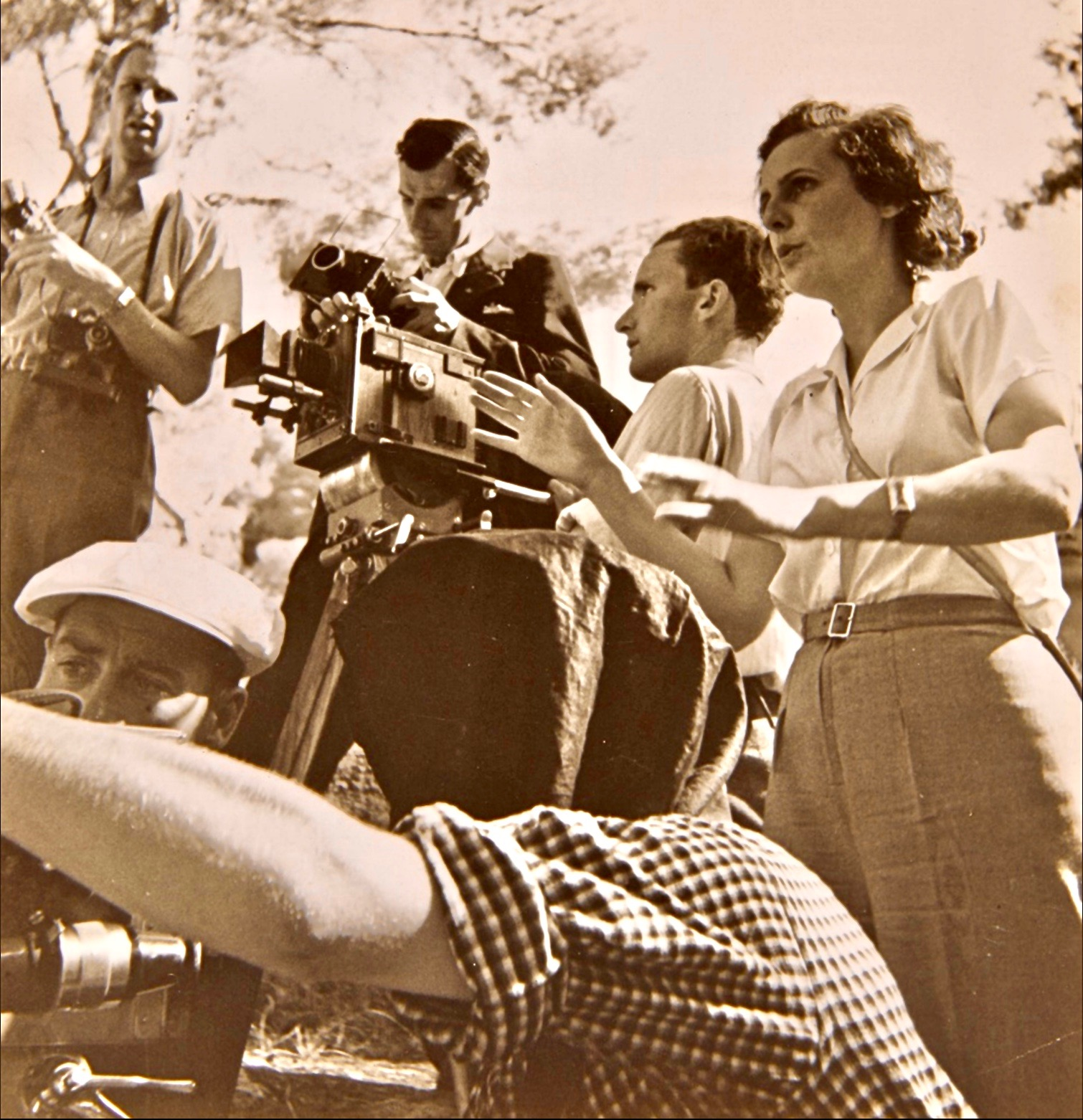
Riefenstahl und Frentz (links von ihr) bei den Dreharbeiten zu Olympia (1936)

1933 engagierte ihn die UFA für den Kulturfilm Wasser hat Balke, für den Frentz Filmaufnahmen an Bord der Hamburg auf dem Weg nach New York machte. Im selben Jahr empfahl ihn Albert Speer, den Frentz beim Paddeln kennengelernt hatte, Leni Riefenstahl als Kameramann für den NSDAP-Parteitagsfilm Der Sieg des Glaubens. Frentz wurde in der Folge einer von Riefenstahls wichtigsten Kameraleuten und prägte den Bildstil ihrer Propagandafilme wesentlich mit. Bis 1936 war er an sämtlichen Filmen der Regisseurin beteiligt – so an Triumph des Willens sowie den Olympia-Filmen Fest der Völker und Fest der Schönheit der Olympia-Film G.m.b.H. Einige der von ihm gedrehten Sequenzen gehören zu den bekanntesten aus diesen Filmen, wie etwa Adolf Hitlers Fahrt durch Nürnberg in Triumph des Willens oder der Marathonlauf in Olympia. Frentz’ Spezialität blieb stets die „subjektive Kamera“.
Daneben drehte er in den Jahren 1934 bis 1938, teilweise mit Auftrag vom Reichsministerium für Volksaufklärung und Propaganda, eigene Kulturfilme und Propagandafilme (Hände am Werk, Fahrtenbuch Albanien, Segelflieger auf der Wasserkuppe, Artisten der Arbeit).

### „Kameramann des Führers“

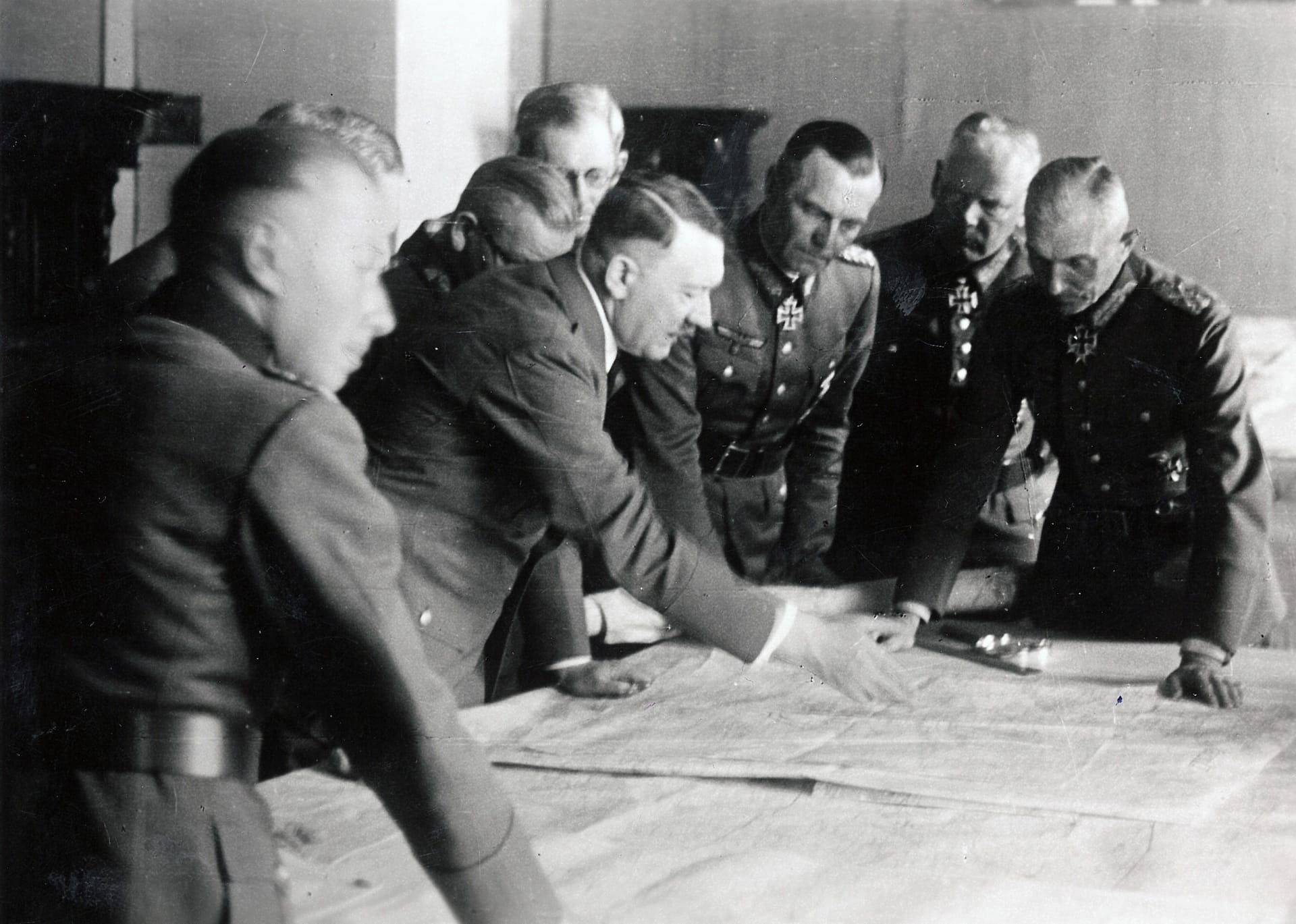
Von Frentz aufgenommenes Foto der Lagebesprechung im Hauptquartier der Heeresgruppe Süd in Poltawa, 1. Juni 1942

Im April 1938 begleitete er Hitler für die Ufa-Wochenschau auf einer Wahlkampfreise durch Österreich kurz nach dem sogenannten Anschluss. Anfang September 1939 begann er mit seiner Arbeit als Wochenschau-Kriegsberichterstatter in den Führerhauptquartieren, abkommandiert von der Luftwaffe. Zu den ersten bekannten Aufnahmen zählt Hitlers Siegesparade in Warschau am 5. Oktober 1939. Am 17. Juni 1940 filmte er im Führerhauptquartier „Wolfsschlucht“ bei Brûly-de-Pesche in Belgien Hitlers berühmte Bewegungen, die von der britischen Propaganda durch wiederholende Montage zum „Freudentanz“ gestaltet wurden, nachdem Hitler vom Waffenstillstandsersuchen der Franzosen erfahren hatte. Auch bei Hitlers Kurzbesuch der Stadt Paris mit Speer, Arno Breker und Hermann Giesler war Frentz als Kameramann dabei.

### Frentz als NS-Fotograf
Neben seiner Tätigkeit als Kriegsberichter fotografierte er stets viel, zunächst sowohl schwarzweiß als auch in Farbe, seit 1943 fast ausschließlich in Farbe. Die Fotografien zeigen Hitler bei Lagebesprechungen in der „Wolfsschanze“, Waffenvorführungen, Frontfahrten, vor Architekturmodellen und im privaten Umfeld auf dem Berghof. Daneben machte Frentz sehr viele Bilder von Besuchern und Personen aus dem Umfeld Hitlers wie Julius Schaub, Martin Bormann, Heinrich Himmler oder Albert Speer, aber auch von Eva Braun, Traudl Junge oder von Hitlers Schäferhündin Blondi. Die Fotos waren nicht zur Veröffentlichung bestimmt. Nach dem Tod des Reichsministers für Bewaffnung und Munition, Fritz Todt, am 8. Februar 1942 beauftragte ihn Hitler, farbige Studioporträts der Größen des „Dritten Reiches“ – Politikern, Militärs, Parteifunktionären, Industriellen und vor allem Ritterkreuzträgern – sowie von Staatsgästen anzufertigen. So entstanden bis 1945 tausende Bildnisse. Einige dieser Bilder wurden als Duxochrom-Abzüge in Ausstellungen gezeigt.

### Die Reise nach Minsk 1941
Im August 1941, einige Wochen nach dem deutschen Überfall auf die Sowjetunion (22. Juni 1941), begleitete Frentz Himmler als Bildberichter nach Minsk. Die Inspektionsreise von „Reichsführer SS“ Himmler diente im Wesentlichen der weiteren Planung und Durchführung des organisierten Massenmordes in der Sowjetunion. Am 15. August 1941 war auch Frentz bei einer für Himmler durchgeführten Massenerschießung zugegen. Zum 25. August 1941 trat er als SS-Untersturmführer der SS bei (SS-Nummer 420.778).

### Filmprojekte während des Zweiten Weltkriegs
Für die Deutsche Wochenschau machte Frentz nicht nur Aufnahmen in den Führerhauptquartieren, sondern auch an den Kriegsschauplätzen. So filmte er im Juni 1942 die Beschießung von Sewastopol. Frentz erhielt außerdem auch interne Filmaufträge, vorwiegend von Albert Speer. Zu diesen gehören Filmdokumentationen über die Befestigungen an der Atlantikküste („Atlantikwall“) und in den Alpen und zu Rüstungsprojekten wie der „Vergeltungswaffe“ A4. Im Zuge der Filmarbeiten entstand eine Reihe von Farbfotos im „Mittelwerk“ des KZ Mittelbau-Dora, wo die Rakete A4 von Zwangsarbeitern gefertigt wurde. Die inszenierten Fotos, die das Leid der Häftlinge und die grausame Behandlung durch die SS nicht zeigen, sind heute vielgenutzte Bildquellen zur Zwangsarbeit während des „Dritten Reiches“.

### Frentz als Trümmerfotograf und die letzten Wochenschauaufnahmen Hitlers
Anfang 1945 begann Frentz, kriegszerstörte deutsche Städte in Farbe zu fotografieren: Berlin, Dresden, Frankfurt am Main, Freiburg, Heilbronn, Köln, München, Nürnberg, Paderborn, Ulm. Ende März 1945 machte Frentz die letzten Filmaufnahmen von Hitler, die heute zu seinen bekanntesten Aufnahmen gehören: Hitler zeichnet im Hof der Neuen Reichskanzlei Kindersoldaten aus. Am 24. April 1945 verließ Frentz Berlin und verbrachte die letzten Tage des Krieges auf dem Obersalzberg.

### Berufliche Tätigkeit nach 1945
1945/46 wurde Frentz zweimal von den Amerikanern für kurze Zeit interniert. Sein fehlender Bekanntheitsgrad ermöglichte es ihm, schon bald wieder unbehelligt einer Tätigkeit als Kulturfilmer und Vortragsreisender nachzugehen. So hielt er bis in die 1990er Jahre hinein Diavorträge an Volkshochschulen. An seine Erfolge der Vorkriegszeit konnte er jedoch nicht mehr anknüpfen.
Seine Filmarbeit nach 1945 war von eher marginaler Bedeutung, er drehte Tourismusfilme für das DJH („Schau ins Land“), Lehr- und Informationsfilme für Bundesministerien („So soll es sein, das Schwein“) und erneut Kajakfilme.
Seit den 1960er Jahren befragten ihn verschiedene Autoren (u. a. John Toland, David Irving, Gitta Sereny) als Zeitzeugen. Etwa in dieser Zeit begann er auch damit, seine Bilder aus der NS-Zeit in kleinerem Umfang zu vermarkten. Das wachsende Interesse an der Farbfotografie aus dem „Dritten Reich“ führte dann in den 1990er Jahren zu einer verstärkten Verwendung seiner Fotografien in deutschen und ausländischen Printmedien. Dabei wurden die Aufnahmen sowohl für seriöse Publikationen und Presseerzeugnisse genutzt als auch in rechten und rechtsextremen Kreisen stark rezipiert und publizistisch verwertet.
Der Deutsche Kanu-Verband verlieh Frentz auf dem Deutschen Kanutag 1977 in Recklinghausen die „Silberne DKV-Ehrennadel“.

### Familie
Frentz heiratete 1949 die Witwe Edeltrude Esser und wurde Stiefvater ihrer vier Kinder. Aus der Ehe ging 1953 noch ein Sohn hervor.